# Stardust We Are
Stardust we are är det tredje studioalbumet av det progressiva rockbandet The Flower Kings, och det är även bandets första dubbel-CD.

## Låtlista

### CD 1
1. "In The Eyes Of The World" - 10:38
2. "A Room With A View" - 1:26
3. "Just This Once" - 7:53
4. "Church Of Your Heart" - 9:10
5. "Poor Mr. Rain's Ordinary Guitar" - 2:43
6. "The Man Who Walked With Kings" - 4:59
7. "Circus Brimstone" - 12:03
8. "Crying Clown" - 0:57
9. "Compassion" - 4:45

### CD2
1. "Pipes Of Peace" - 1:19
2. "The End Of Innocence" - 8:28
3. "The Merrygoround" - 8:17
4. "Don Of The Universe" - 7:02
5. "A Day At The Mall" - 0:45
6. "Different People" - 6:19
7. "Kingdom Of Lies" - 5:48
8. "If 28" - 2:15
9. "Ghost Of The Red Cloud" - 4:37
10. "Hotel Nirvana" - 1:49
11. "Stardust We Are" - 25:02

## Medverkande
- Roine Stolt - elektrisk och akustisk gitarr, sång, keyboard
- Tomas Bodin - Waldorf synthesizer, Hammondorgel, Mellotron, piano, piporgel, Rhodes-piano, Optigan och effekter
- Michael Stolt - bas
- Jaime Salazar - trummor
- Hasse Bruniusson - percussion
- Hans Fröberg - sång och bakgrundssång

### Gästmusiker
- Ulf Wallander - sopransaxofon
- Håkan Almqkvist - sitar, tabla

## Låtskrivare
Alla låtar skrivna av Roine Stolt, utom
- "A Room With A View", "Crying Clown" och "A Day At The Mall" skrivna av Tomas Bodin
- "Circus Brimstone", "Pipes Of Peace" och "If 28" skrivna av Tomas Bodin och Roine Stolt